# Isjenbaj Kadyrbekov

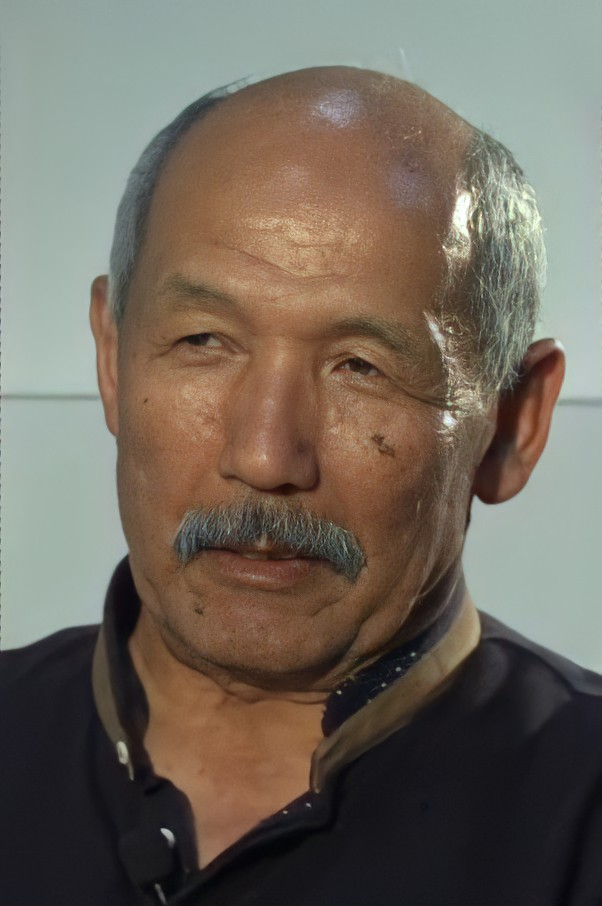
Isjenbaj Kadyrbekov

Isjenbaj Düjsjönbijevitj Kadyrbekov (på kirgiziska Ишенбай Дүйшөнбиевич Кадырбеков), född 1949, är en av de oppositionsledare som låg bakom Tulpanrevolutionen som avsatte Askar Akajev som president i Kirgizistan den 24-25 mars 2005. Kadyrbekov tog makten som interimspresident för en kort tid innan överhuset i den kirgiziska parlamentet valde Kurmanbek Bakijev till president (även premiärminister). Kadyrbekov är nu transportminister i Bakijevs regering samt talman för parlamentet. Han var tidigare medlem av Akajevs regering, men efter att han satts i fängelse år 2000 gick han över till oppositionen.